# Jan Fillekers
Johannes (Jan) Fillekers (Utrecht, 21 november 1938) is een Nederlandse programmamaker en acteur, die vooral bekend werd als medewerker van Farce Majeure en Showroom.

## Biografie
Fillekers heeft de HBS en de kweekschool doorlopen en was van 1959 tot 1963 als onderwijzer werkzaam.
Van 1963 tot 2000 was Jan Fillekers werkzaam voor de NCRV. Jarenlang werkte hij samen met Henk van der Horst, Fred Benavente, Alexander Pola en Ted de Braak aan het programma Farce Majeure. Vanaf 2000 is hij nog als freelancer bezig en houdt hij samen met Van der Horst "lezingen".
Andere programma's waar hij aan meewerkte of teksten voor schreef zijn: Showroom (samen met Henk van der Horst en Coen van Vrijberghe de Coningh), Daar zeg je zowat, Prettig geregeld (met Anne Wil Blankers en Peter Faber) en De Nationale Nieuwsquiz.
In 2006 hebben Jan Fillekers en Henk van der Horst samen een terugblik op Showroom gemaakt, in een serie van acht uitzendingen. Ze noemden het Denkend aan Showroom...

## Programma's

### Showroom
Showroom was een programma dat Fillekers presenteerde samen met Henk van der Horst en Coen van Vrijberghe de Coningh, het was een programma waarin excentrieke mensen aan het woord kwamen. Deze mensen vertelden over hoe ze hun dagen doorbrachten en hoe zij tegen het leven aankeken.

### Daar zeg je zowat
Daar zeg je zowat was een panelprogramma gepresenteerd door Fillekers. In het panel zaten schrijfster Yvonne Keuls, hoogleraar Hans van den Bergh, acteur Peter Faber en Daan Modderman, een voormalige gast uit Showroom.

### Prettig geregeld
Prettig geregeld was een comedyserie over twee onderwijzers, waarbij de man thuis bleef voor het huishouden en de vrouw werkzaam op de school was. Hoofdrollen waren weggelegd voor Anne Wil Blankers, Peter Faber, Mieke Verstraete en Hassan Gnaoui.

### Nationale nieuwsquiz
De Nationale Nieuwsquiz was een programma waarin vragen over het nieuws worden gesteld. Eerst verscheen het programma als een jaarlijks evenement, later als een wekelijks programma. Presentator van het eerste uur was de nieuwslezer Harmen Siezen, later voegde presentatrice Mieke van der Weij zich naast hem.